# Castoraeschna decurvata
Castoraeschna decurvata är en trollsländeart som beskrevs av Meryle Byron Dunkle och Cook 1984. Castoraeschna decurvata ingår i släktet Castoraeschna och familjen mosaiktrollsländor. Inga underarter finns listade i Catalogue of Life.